# Hinchley Wood
Hinchley Wood är en ort i Storbritannien.   Den ligger i grevskapet Surrey och riksdelen England, i den södra delen av landet, 21 km sydväst om huvudstaden London. Hinchley Wood ligger 18 meter över havet och antalet invånare är 3 674.
Terrängen runt Hinchley Wood är platt. Runt Hinchley Wood är det mycket tätbefolkat, med 3 022 invånare per kvadratkilometer. Närmaste större samhälle är Sutton, 10,0 km öster om Hinchley Wood. Runt Hinchley Wood är det i huvudsak tätbebyggt.